# هنري غليديتش
هنري غليديتش (بالنرويجية البوكمول: Henry Gleditsch)‏ هو ممثل نرويجي، ولد في 9 نوفمبر 1902 في أوسلو في النرويج، وتوفي في 6 أكتوبر 1942 بسبب إعدام رميا بالرصاص.

## وصلات خارجية
- هنري غليديتش على موقع IMDb (الإنجليزية)
- هنري غليديتش على موقع أول موفي (الإنجليزية)
- هنري غليديتش على موقع قاعدة بيانات الأفلام السويدية (السويدية)
- هنري غليديتش على موقع قاعدة بيانات الفيلم (الإنجليزية)
- هنري غليديتش على موقع كينوبويسك (الروسية)